# Machaeropterus pyrocephalus
El saltarín encendido (Machaeropterus pyrocephalus), también denominado saltarín cabeciencendido (en Venezuela), saltarín gorro de fuego (en Perú) o manaquín de capa en llamas, es una especie de ave paseriforme de la familia Pipridae perteneciente al género Machaeropterus. Es nativo de América del Sur.

## Distribución y hábitat
Se distribuye por Perú, Bolivia, Brasil y Venezuela. En Perú y norte de Bolivia se encuentra en el piedemonte de los Andes hasta 1500 m s. n. m. de altitud. En Brasil tiene una amplia distribución que abarca los estados de Rondonia, Amazonas, Acre, Pará, Goiás, Mato Grosso y Tocantins. En Venezuela se distribuye únicamente por el sur, en el estado de Bolívar.
Esta especie es considerada poco común en sus hábitats naturales: el sotobosque y los bordes de selvas húmedas y bosques secundarios maduros; en algunas áreas parece favorecer bosques de transición. Desde 100~200 m de altitud en Venezuela.

## Descripción
Como otros muchos miembros de su familia, el saltarín encendido es pequeño (mide unos 9 cm de longitud), rechoncho, con una cola y un pico cortos. El macho tiene una llamativa cresta naranja y roja. Las alas son verdes y el cuerpo tiene un toque rojizo. El pecho es blanco con listas rojas. La hembra es verde dorsalmente y el pecho y vientre son blanco verdosos con un matiz amarillo. Las patas son rosáceas.

## Sistemática

### Descripción original
La especie M. pyrocephalus fue descrita por primera vez por el zoólogo británico Philip Lutley Sclater en 1852 bajo el nombre científico Pipra pyrocephala; la localidad tipo es desconocida, se asume «Ucayali, alto Amazonas, Perú».

### Etimología
El nombre genérico femenino «Machaeropterus» se compone de las palabras del griego «μαχαιρα makhaira» que significa ‘cuchillo’, ‘daga’, y «πτερος pteros» que significa ‘de alas’; y el nombre de la especie «pyrocephalus», se compone de las palabras del griego «purrhos» que significa ‘de color de fuego’, ‘rojo’, y «kephalos» que significa ‘de cabeza’.

### Subespecies
Según las clasificaciones del Congreso Ornitológico Internacional (IOC) y Clements Checklist/eBird, se reconocen dos subespecies, con su correspondiente distribución geográfica:
- Machaeropterus pyrocephalus pallidiceps J.T. Zimmer, 1936 - sur de Venezuela (bajo valle del Caura y medio valle del Caragua, en Bolívar, también un único registro en el noroeste de Amazonas) y extremo norte de Brasil (norte de Roraima).
- Machaeropterus pyrocephalus pyrocephalus (P.L Sclater, 1852) - localidades ampliamente dispersas en el este del Perú, norte de Bolivia y Amazonia brasileña (principalmente en el sur, al este hasta Amapá y Goiás).